# Sean Astin
Sean Patrick Astin est un acteur, réalisateur, producteur et scénariste américain né le 25 février 1971 à Santa Monica (Californie).
Découvert en 1985 en incarnant Mickey Walsh le chef de la bande des Goonies, il est connu pour avoir incarné Sam Gamegie dans la saga Le Seigneur des Anneaux. De plus, en 2017, Sean Astin interprète le rôle de Bob, dans la saison 2 de Stranger Things.

## Biographie
Sean Astin est le fils des acteurs John Astin et Patty Duke. John Astin l'a adopté quand il avait trois ans. Son père biologique est Michaël Tell, le premier mari de Patty Duke.
Surtout connu mondialement depuis son rôle de Sam dans la trilogie du Seigneur des Anneaux, c'est à l'âge de 13 ans, en 1985, que Sean a fait ses premiers pas au cinéma dans Les Goonies de Richard Donner.
En 1993, il a eu un rôle principal remarqué dans Rudy de David Anspaugh.
En 1994, il a dirigé et coproduit (avec son épouse, Christine) le court métrage Kangaroo court (nommé aux Oscars du cinéma).
Pendant le tournage du Seigneur des anneaux : Les Deux Tours, il a convaincu un certain nombre de ses collègues acteurs et techniciens du film (y compris le réalisateur Peter Jackson) de participer au tournage de son court métrage The Long and Short of It (2003). L'action se déroule dans une rue à Wellington en Nouvelle-Zélande. La première a eu lieu au Sundance Film Festival de 2003. En outre, il a été inclus comme bonus à l'édition standard du DVD des Deux Tours.
Son livre There and Back Again: An Actor's Tale (Un aller et retour : Conte d'un acteur - 2004), coécrit avec Joe Layden, est le récit de ses expériences d'avant, pendant et après le tournage du Seigneur des Anneaux. Le titre est tiré du sous-titre de Bilbo le Hobbit (titre original : The Hobbit, There and Back Again) du même auteur que Le Seigneur des Anneaux : J. R. R. Tolkien.
Au cinéma, il a joué dans L'École des Héros, California Man, Break Out, À l'épreuve du feu, Amour et Amnésie et Click : Télécommandez votre vie.
À la télévision, il tient des rôles récurrents dans plusieurs séries, notamment dans la saison 5 de 24 Heures chrono ou il joue le rôle de Lynn McGill, mais aussi dans la saison 1 de The Strain dans le rôle de Jim Kent et dans la saison 2 de Stranger Things dans le rôle de Bob Newby.
Il est régulièrement doublé en français par Christophe Lemoine.

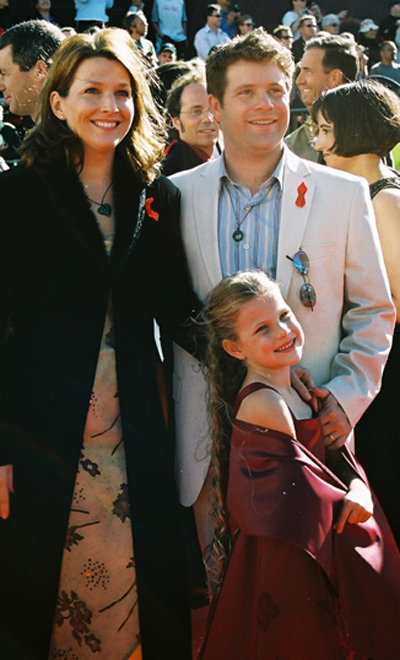
Sean Astin, son épouse Christine et sa fille aînée Alexandra à Wellington, pour la première du Retour du roi.

### Vie privée
Sean Astin et son épouse Christine ont trois filles : Alexandra (née en 1996), Elizabeth (née en 2002) et Isabella (née en 2005).

## Filmographie
Sauf indication contraire, les informations mentionnées dans cette section peuvent être confirmées par la base de données cinématographiques IMDb,  présente dans la section « Liens externes ».

### Acteur

#### Au cinéma

##### Années 1980-1990
- 1985 : Les Goonies (The Goonies) de Richard Donner : Mikey Walsh
- 1987 : White Water Summer de Jeff Bleckner : Alan
- 1987 : Mon père c'est moi (Like Father Like Son) de Rod Daniel : Clarence alias Trigger
- 1989 : Staying Together de Lee Grant : Duncan McDermott
- 1989 : La Guerre des Rose (The War of the Roses) de Danny DeVito : Josh, à 17 ans
- 1990 : Memphis Belle de David Puttnam et Catherine Wyler : le sergent Richard Moore
- 1991 : The Willies (en) de Brian Peck (en) : Michael
- 1991 : L'École des Héros (Toy Soldiers) de Daniel Petrie Jr. : William Tepper
- 1992 : California Man (US: Encino Man, Canada: L'homme d'Encino) de Les Mayfield : Dave Morgan
- 1992 : Break Out (Where the Day Takes You) de Marc Rocco : Greg
- 1993 : Rudy de David Anspaugh : Daniel E. Ruettiger (Rudy)
- 1994 : Teresa's Tattoo de Julie Cypher : le frère adoptif
- 1994 : Loin des yeux, près du cur (Safe Passage) de Robert Allan Ackerman : Izzy Singer
- 1995 : The Low Life (en) de George Hickenlooper : Andrew
- 1996 : À l'épreuve du feu (Courage Under Fire) d'Edward Zwick : Patella
- 1998 : Bulworth de Warren Beatty : Gary
- 1998 : Boy Meets Girl (en) de Jerry Ciccoritti : Mike
- 1999 : Kimberly de Frederic Golchan : Bob
- 1999 : Situation critique (Deterrence) de Rod Lurie : Ralph
- 1999 : Icebreaker (en) de David Giancola (en) : Matt Foster

##### Années 2000
- 2000 : The Sky Is Falling (en) de Florrie Laurence : M. Schwartz
- 2000 : The Last Producer (en) de Burt Reynolds : Bo Pomerants
- 2000 : Dish Dogs (en) (vidéo) : Morgan
- 2001 : Le Seigneur des anneaux : La Communauté de l'anneau (The Lord of the Rings: The Fellowship of the Ring) : Samsagace Gamegie
- 2002 : Le Seigneur des anneaux : Les Deux Tours (The Lord of the Rings: The Two Towers) : Samsagace Gamegie
- 2003 : Le Seigneur des anneaux : Le Retour du roi (The Lord of the Rings: The Return of the King) : Samsagace Gamegie
- 2004 : Amour et Amnésie (50 First Dates) de Peter Segal : Doug Whitmore
- 2004 : Mais où est passé Elvis ? (Elvis Has Left the Building) de Joel Zwick : Aaron
- 2004 : Balto III: Wings of Change (vidéo) : Kodi (voix)
- 2005 : Marilyn Hotchkiss' Ballroom Dancing and Charm School de Randall Miller : Joe Buco
- 2005 : Slipstream (en) de David van Eyssen : Stuart Conway
- 2005 : Bigger Than the Sky (en) d'Al Corley : Ken Zorbell
- 2005 : Smile (en) de Jeffrey Kramer : M. Matthews
- 2006 : Click : Télécommandez votre vie de Frank Coraci : Bill Rando
- 2007 : Borderland de Zev Berman : Randall
- 2009 : Stay Cool de Michael Polish : Big Girl

##### Années 2010
- 2011 : Les Sorcières d'Oz de Leigh Slawner
- 2011 : Deep Blue Breath de Patricia Cardoso
- 2012 : Bad Boss de James B. Rogers (en)
- 2014 : Crise de mères de Jon Erwin
- 2014 : Cabin Fever: Patient Zero de Kaare Andrews
- 2014 : The Boys of Abu Ghraib (en) de Luke Moran (en)
- 2014 : La Ligue des justiciers : Guerre (Justice League: War) : Shazam (voix)
- 2015 : Avez-vous la foi ? (Do You Believe?) de Jon Gunn : Dr Farrell
- 2015 : Woodlawn : Hank Erwin
- 2015 : La Ligue des justiciers : Le Trône de l'Atlantide (Justice League: Throne of Atlantis) : Shazam (voix)
- 2016 : The Do-Over de Steven Brill

##### Années 2020
- 2023 : Vindicta de Sean McNamara : Rick
- 2025 : Back to Business de Jonathan Eusebio : Cliff Cussick

#### À la télévision
- 1981 : Please Don't Hit Me, Mom (TV) : Brian Reynolds
- 1982 : The Rules of Marriage (TV) : Charlie Hagen
- 1986 : The B.R.A.T. Patrol (TV) : Leonard Kinsey
- 1995 : Harrison Bergeron (TV) : Harrison Bergeron
- 2003-2004 : Jeremiah (série télévisée) : Mister Smith
- 2004 : Las Vegas (série télévisée) - Saison 1, épisode 17 : Lloyd Campbell
- 2004 : Party Wagon (TV) : Randall P. McDuff / Josiah (voix)
- 2005 : Hercule (Hercules) (télésuite) : Linus
- 2005 : Into the West (feuilleton TV) : Martin Jarrett
- 2006 : 24 Heures chrono saison 5 (feuilleton TV) : Lynn McGill
- 2007 : Monk (feuilleton TV) - Saison 5, épisode 12 : Paul Buchanan
- 2007 : Earl (My name is Earl) - Saison 2, épisode 22 : Rick
- 2007 : Masters of Science Fiction (TV)
- 2008 : New York, police judiciaire - Saison 18 Épisode 13 : Pastor Hensley
- 2008 : Discworld (téléfilm en 2 parties) : Deuxfleurs
- 2009-2012 : Agent Spécial Oso (feuilleton TV) : l'agent spécial OSO
- 2011 : Noël au Far West (Love's Christmas Journey) de David S. Cass Sr. (en) (TV)
- 2012 : NCIS : Enquêtes spéciales - Saison 9, épisode 18 : Tyler Elliott
- 2012-2017 : Les Tortues Ninja (Teenage Mutant Ninja Turtles) (série TV d'animation) : Raphael (voix)
- 2012 : Adoption à risques (Adopting Terror) de Micho Rutare (TV)
- 2013 : Noël au bout des doigts (Santa Switch)(TV) : Eddie
- 2014 : The Strain (TV) : Jim Kent
- 2016 : Flynn Carson et les Nouveaux Aventuriers (TV) - Saison 3, épisode 5 : Kirby
- 2017 : Stranger Things - Saison 2 : Bob Newby
- 2018 : Gloria Bell de Sebastián Lelio : Jeremy
- 2019 : The Big Bang Theory (TV) - saison 12, épisodes 13, 18 et 21 : Dr Greg Pemberton
- 2019 : Brooklyn Nine-Nine (TV) - Saison 6, épisode 14 : le sergent Knox
- depuis 2019 : Le Secret de Nick : Ed
- 2020 : Wayward Guide for the Untrained Eye (en) : Lesly Stone
- 2020 : Supergirl : Pete Andrews, saison 5 épisode 18
- 2021 : Scooby-Doo et Compagnie : lui-même (épisode La communauté de l'anneau... et de la clef)

### Réalisateur

#### Cinéma
- 1988 : On My Honor (court métrage)
- 1994 : Kangaroo court (court métrage)
- 2003 : The Long and Short of It (court métrage ; également scénariste)

#### Télévision
- 1997 : Expériences interdites (Perversions of Science) - 1 épisode
- 1999 : La Double Vie d'Eddie McDowd (100 Deeds for Eddie McDowd) - 1 épisode
- 2003 : Angel - 1 épisode
- 2003 : Jeremiah - 1 épisode

### Producteur
- 1988 : On My Honor
- 1994 : Kangaroo court
- 2003 : The Long and Short of It
- 2005 : Slipstream (en)

### Narrateur
- 2006 : Le Clan des suricates (Meerkat Manor) (série TV)

## Distinctions

### Récompenses
- 1986 : Young Artist Awards de la meilleure performance pour un jeune acteur pour Les Goonies
- 1990 : Young Artist Awards du meilleur jeune acteur pour Staying Together
- Ft. Lauderdale International Film Festival 1995 : Lauréat du Prix du Président du Jury pour The Low Life (en)
- 2001 : Awards Circuit Community Awards de la meilleure distribution pour Le Seigneur des anneaux : La Communauté de l'anneau partagé avec Viggo Mortensen, Sean Bean, Cate Blanchett, Orlando Bloom, Billy Boyd, Ian Holm, Christopher Lee, Ian McKellen, Dominic Monaghan, John Rhys-Davies, Andy Serkis, Liv Tyler, Hugo Weaving et Elijah Wood.
- 2002 : Phoenix Film Critics Society de la meilleure distribution pour Le Seigneur des anneaux : La Communauté de l'anneau
- 2003 : Awards Circuit Community Awards de la meilleure distribution pour Le Seigneur des anneaux : Le Retour du roi partagé avec Viggo Mortensen, Sean Bean, Cate Blanchett, Orlando Bloom, Billy Boyd, Brad Dourif, Bernard Hill, Ian Holm, Ian McKellen, Dominic Monaghan, John Noble, Miranda Otto, John Rhys-Davies, Andy Serkis, Liv Tyler, Karl Urban, Hugo Weaving, David Wenham et Elijah Wood.
- 2003 : MTV Movie & TV Awards de la meilleure équipe à l’écran pour Le Seigneur des anneaux : Les Deux Tours partagé avec Elijah Wood.
- 2003 : National Board of Review de la meilleure distribution pour Le Seigneur des anneaux : Le Retour du roi
- 2003] : Online Film Critics Society de la meilleure distribution pour Le Seigneur des anneaux : Le Retour du roi
- 2003 : Phoenix Film Critics Society de la meilleure distribution pour Le Seigneur des anneaux : Le Retour du roi
- 2003 : Utah Film Critics Association du meilleur acteur dans un second rôle pour Le Seigneur des anneaux : Le Retour du roi
- 2003 : Visual Effects Society de la meilleure performance pour un acteur pour Le Seigneur des anneaux : Les Deux Tours partagé avec Elijah Wood et Andy Serkis.
- Critics' Choice Movie Awards 2004 : Meilleure distribution pour Le Seigneur des anneaux : Le Retour du roi
- 2004 : Gold Derby Film Awards de la meilleure distribution pour Le Seigneur des anneaux : Le Retour du roi
- 2004 : Las Vegas Film Critics Society du meilleur acteur dans un second rôle pour Le Seigneur des anneaux : Le Retour du roi
- Saturn Awards 2004 : Meilleur acteur dans un second rôle pour Le Seigneur des anneaux : Le Retour du roi
- Screen Actors Guild Award 2004 : Meilleure distribution pour Le Seigneur des anneaux : Le Retour du roi
- 2003 : Visual Effects Society de la meilleure performance pour un acteur pour Le Seigneur des anneaux : Le Retour du roi
- 2014 : Filmed in Utah Awards du meilleur acteur pour The Freemason
- 2017 : BTVA Television Voice Acting Awards de la meilleure performance vocale pour l’ensemble de la distribution dans une série télévisée d’animation pour Les Tortues Ninja partagé avec Seth Green, Rob Paulsen, Greg Cipes, Hoon Lee, Mae Whitman, Kevin Michael Richardson, Josh Peck, David Tennant, Eric Bauza, Clancy Brown, Michael Dorn, Fred Tatasciore, J. B. Smoove et Phil LaMarr.

### Nominations
- 1992 : Young Artist Awards de la meilleure performance pour l’ensemble de la jeune distribution pour L'École des Héros partagé avec Wil Wheaton, Keith Coogan, T.E. Russell et George Pérez.
- Oscars 1995 : Meilleur court métrage en prises de vues réelles pour Kangaroo Court partagé avec Christine Astin.
- 2002 : Awards Circuit Community Awards de la meilleure distribution pour Le Seigneur des anneaux : La Communauté de l'anneau partagé avec Viggo Mortensen, Cate Blanchett, Orlando Bloom, Billy Boyd, Brad Dourif, Bernard Hill, Christopher Lee, Ian McKellen, Dominic Monaghan, Miranda Otto, John Rhys-Davies, Andy Serkis, Liv Tyler, Hugo Weaving, David Wenham et Elijah Wood.
- Screen Actors Guild Award 2002 : Meilleure distribution pour Le Seigneur des anneaux : La Communauté de l'anneau
- 2003 : Awards Circuit Community Awards du meilleur acteur dans un second rôle pour Le Seigneur des anneaux : Le Retour du roi
- 2003 : DVD Exclusive Awards du meilleur commentaire audio pour Le Seigneur des anneaux : Les Deux Tours partagé avec Elijah Wood, John Rhys-Davies, Billy Boyd, Dominic Monaghan, Orlando Bloom, Christopher Lee, Sean Bean, Bernard Hill, Miranda Otto, David Wenham, Brad Dourif, Karl Urban, John Noble, Craig Parker et Andy Serkis.
- 2003 : Gold Derby Film Awards de la meilleure distribution pour Le Seigneur des anneaux : Les Deux Tours partagé avec Viggo Mortensen, Cate Blanchett, Orlando Bloom, Billy Boyd, Bernard Hill, Christopher Lee, Ian McKellen, Dominic Monaghan, Miranda Otto, John Rhys-Davies, Andy Serkis, Liv Tyler, Karl Urban, Hugo Weaving, David Wenham et Elijah Wood.
- Screen Actors Guild Awards 2003 : Meilleure distribution pour Le Seigneur des anneaux : Les Deux Tours
- Central Ohio Film Critics Association Awards 2004 : Meilleur acteur dans un second rôle pour Le Seigneur des anneaux : Le Retour du roi
- Chicago Film Critics Association Awards 2004 : Meilleur acteur dans un second rôle pour Le Seigneur des anneaux : Le Retour du roi
- Empire Awards 2004 : Meilleur acteur pour Le Seigneur des anneaux : Le Retour du roi
- 2004 : Gold Derby Awards du meilleur acteur dans un second rôle pour Le Seigneur des anneaux : Le Retour du roi
- 2004 : International Online Cinema Awards du meilleur acteur dans un second rôle pour Le Seigneur des anneaux : Le Retour du roi
- 2004: Online Film Critics Society Awards du meilleur acteur dans un second rôle pour Le Seigneur des anneaux : Le Retour du roi
- Phoenix Film Critics Society Awards 2004 : 
  - Meilleur acteur dans un second rôle pour Le Seigneur des anneaux : Le Retour du roi
  - Meilleure distribution pour Le Seigneur des anneaux : Le Retour du roi
- 2013 : BTVA Television Voice Acting Awards de la meilleure performance vocale pour l’ensemble de la distribution dans une série télévisée d’animation pour Les Tortues Ninja partagé avec Jason Biggs, Rob Paulsen, Greg Cipes, Hoon Lee, Mae Whitman, Kevin Michael Richardson, Nolan North, Phil LaMarr et Christian Lanz.
- 2014 : BTVA Television Voice Acting Awards de la meilleure performance vocale pour l’ensemble de la distribution dans une série télévisée d’animation pour Les Tortues Ninja
- 2015 : BTVA Television Voice Acting Awards de la meilleure performance vocale pour l’ensemble de la distribution dans une série télévisée d’animation pour Les Tortues Ninja
- 2016 : BTVA Television Voice Acting Awards de la meilleure performance vocale pour l’ensemble de la distribution dans une série télévisée d’animation pour Les Tortues Ninja
- Screen Actors Guild Awards 2018 : Meilleure distribution pour une série dramatique pour Stranger Things partagé avec Millie Bobby Brown, Cara Buono, Joe Chrest, Catherine Curtin, Natalia Dyer, David Harbour, Charlie Heaton, Joe Keery, Gaten Matarazzo, Caleb McLaughlin, Dacre Montgomery, Paul Reiser, Winona Ryder, Noah Schnapp, Sadie Sink et Finn Wolfhard.
- 2018 : WorldFest Houston du meilleur acteur dans un second rôle pour eHero

## Voix francophones
En version française, Sean Astin est dans un premier temps doublé à trois reprises par Damien Boisseau dans Les Goonies, Memphis Belle et Icebreaker (en) ainsi qu'à titre exceptionnel par William Coryn dans Staying Together et Thierry Ragueneau dans California Man.
Depuis 2001 et la trilogie Le Seigneur des anneaux, Christophe Lemoine est sa voix dans la quasi-totalité de ses apparitions,. Il le retrouve notamment dans Discworld, The Strain, Stranger Things, Brooklyn Nine-Nine, Le Secret de Nick ou encore Supergirl.
En parallèle, Jérôme Rebbot le double à trois reprises dans Jeremiah, Noël au Far West et Noël au bout des doigts, tandis qu'il est doublé à titre exceptionnel par Laurent Morteau dans Amour et Amnésie, Laurent Mantel, dans Las Vegas, Frédéric Souterelle dans Cabin Fever: Patient Zero, Nicolas Matthys dans Les Boys d'Abou Ghraib (en), Jérôme Pauwels dans The Do-Over, Mathias Kozlowski dans The Big Bang Theory et Jérôme Wiggins dans Young Rock.